# Corubal
Il Corubal (conosciuto anche come Tominé) è un fiume dell'Africa occidentale, tributario dell'oceano Atlantico.
Il fiume nasce in territorio guineano dal massiccio montuoso del Fouta Djalon, non lontano dalla città di Labé. Scorre con direzione mediamente sudoccidentale, attraversando la Guinea, segnando per un breve tratto il confine tra la Guinea e la Guinea-Bissau ed entrando poi definitivamente nel territorio di quest'ultimo Stato; una volta passato il confine il fiume dirige il suo corso verso nordovest, scorrendo con un corso ricco di meandri, dapprima attraversando i bassi altopiani di Bafatá e Gabú, successivamente in una zona prevalentemente pianeggiante. Sfocia nell'oceano Atlantico in prossimità della zona di estuario del fiume Geba; a causa di questa estrema vicinanza, secondo alcune fonti il Corubal risulta come suo affluente di sinistra.
Il regime del fiume è caratteristico del clima tropicale a due stagioni delle zone attraversate. Nei mesi da dicembre a maggio, dominati da masse d'aria continentali secche, si hanno i periodi di minima portata d'acqua (il minimo assoluto si ha in maggio); da giugno fino a settembre/ottobre la portata media sale in risposta alle abbondanti piogge portate dalle correnti oceaniche durante la stagione piovosa, attenuandosi gradatamente nel corso del mese di novembre (l'inizio della stagione secca). Presso Saltinho, nel medio corso, i valori medi annui sono intorno ai 300 m³/s, oscillanti da minimi intorno agli 8/10 a massimi di circa 1.150.